# Dallas Records
Dallas Records je slovenska i hrvatska diskografska kuća osnovana 1987. godine. Tvrtka se bavi uslugom izdavanja zvučnih zapisa te posredovanje u trgovini raznovrsnim proizvodima.
Pod tvrtkom Dallas Records posluje nekoliko Dallas Music shopova na prostoru čitave Hrvatske. Prvi Dallas shop otvoren je u Rijeci 1998. godine. Osim ponude nosača zvuka u Dallas music shopovima mogu se naći ulaznice za sve koncerte u Hrvatskoj kao i premijere spotova te promocije novih albuma. Česta su gostovanja raznih izvođača i druženje s obožavateljima.
Direktor tvrtke je hrvatski diskograf, izdavač, menadžer, glazbeni producent i novinar Goran Lisica.

## Izvođači
Među izvođačima zastupljeni su brojni hrvatski glazbenici: Gibonni, Severina, Neno Belan, Danijela Martinović, Jinx, Ivana Banfić, E.N.I., Martina Vrbos, Antonija Šola, Bojan Jambrošić, Plavi Orkestar i Let 3.

## Vanjske poveznice
- Službene stranice
- Dallas Music Shop  Arhivirana inačica izvorne stranice od 15. travnja 2012. (Wayback Machine)
- Dallas Records (official page) | Facebook
- DallasRecordsTV - YouTube
- Dallas Records’s Label Page – Music at Last.fm  Arhivirana inačica izvorne stranice od 11. veljače 2012. (Wayback Machine) (engl.)
- DALLAS MUSIC BLOG - Ovaj blog je ustupljen pod Creative Commons licencom Imenovanje-Dijeli pod istim uvjetima.